# Campionati del mondo di ciclismo su strada 2004 - Gara in linea maschile Under-23
La gara in linea maschile Under-23 dei Campionati del mondo di ciclismo su strada 2004 è stata corsa il 1º ottobre in Italia a Verona su un percorso di 14,75 km da ripetere per 12 volte, per un totale di 177 km. Il bielorusso Kanstancin Siŭcoŭ vinse la gara con il tempo di 4h33'33", alla media di 38,823 km/h.

## Squadre e corridori partecipanti
| N.      | Cod. | Squadra       |
| ------- | ---- | ------------- |
| 1       | BLR  | Bielorussia   |
| 2-6     | BEL  | Belgio        |
| 7-11    | NED  | Paesi Bassi   |
| 12-16   | SLO  | Slovenia      |
| 17-21   | RUS  | Russia        |
| 22-26   | GER  | Germania      |
| 27-31   | ITA  | Italia        |
| 32-36   | ESP  | Spagna        |
| 37-41   | SUI  | Svizzera      |
| 42-46   | SVK  | Slovacchia    |
| 47-49   | KAZ  | Kazakistan    |
| 50-51   | FIN  | Finlandia     |
| 52-56   | FRA  | Francia       |
| 57-60   | AUT  | Austria       |
| 61-62   | JPN  | Giappone      |
| 63-67   | POR  | Portogallo    |
| 68-69   | SWE  | Svezia        |
| 70-74   | IRL  | Irlanda       |
| 75-79   | COL  | Colombia      |
| 80-83   | CRO  | Croazia       |
| 84-88   | USA  | Stati Uniti   |
| 89-93   | DEN  | Danimarca     |
| 94-98   | AUS  | Australia     |
| 99-102  | RSA  | Sud Africa    |
| 103-107 | UKR  | Ukraina       |
| 108-112 | POL  | Polonia       |
| 113-116 | CAN  | Canada        |
| 117-120 | GBR  | Gran Bretagna |
| 121-123 | EST  | Estonia       |
| 124-127 | MDA  | Moldavia      |

| N.      | Cod. | Squadra           |
| ------- | ---- | ----------------- |
| 128-130 | NOR  | Norvegia          |
| 131-135 | LAT  | Lettonia          |
| 136-139 | HUN  | Ungheria          |
| 140-143 | VEN  | Venezuela         |
| 144     | ROM  | Romania           |
| 145     | CZE  | Repubblica Ceca   |
| 146     | ARG  | Argentina         |
| 147     | LTU  | Lituania          |
| 148     | ISR  | Israele           |
| 149     | CZE  | Repubblica Ceca   |
| 150     | ECU  | Ecuador           |
| 151     | ARG  | Argentina         |
| 152     | SRB  | Serbia-Montenegro |
| 153     | BLR  | Bielorussia       |
| 154     | MEX  | Messico           |
| 155     | CZE  | Repubblica Ceca   |
| 156     | SMR  | San Marino        |
| 157     | ECU  | Ecuador           |
| 158     | MEX  | Messico           |
| 159     | ARG  | Argentina         |
| 160     | BLR  | Bielorussia       |
| 161     | ECU  | Ecuador           |
| 162     | MEX  | Messico           |
| 163     | LUX  | Lussemburgo       |
| 164     | BLR  | Bielorussia       |
| 165-166 | SRB  | Serbia-Montenegro |
| 167-168 | LTU  | Lituania          |
| 169     | LUX  | Lussemburgo       |
| 170     | NZL  | Nuova Zelanda     |
| 171     | ARM  | Armenia           |

## Ordine d'arrivo (Top 10)
| Pos. | Corridore          | Squadra     | Tempo    |
| ---- | ------------------ | ----------- | -------- |
| 1    | Kanstancin Siŭcoŭ  | Bielorussia | 4h33'33" |
| 2    | Thomas Dekker      | Paesi Bassi | a 1'01"  |
| 3    | Mads Christensen   | Danimarca   | a 1'02"  |
| 4    | Domenico Pozzovivo | Italia      | a 1'09"  |
| 5    | Vincenzo Nibali    | Italia      | a 1'30"  |
| 6    | Matti Breschel     | Danimarca   | a 1'38"  |
| 7    | Giovanni Visconti  | Italia      | s.t.     |
| 8    | Marc de Maar       | Paesi Bassi | a 1'41"  |
| 9    | Andreas Dietziker  | Svizzera    | a 1'50"  |
| 10   | Nick Ingels        | Belgio      | a 1'51"  |